# タッド・ドーガン

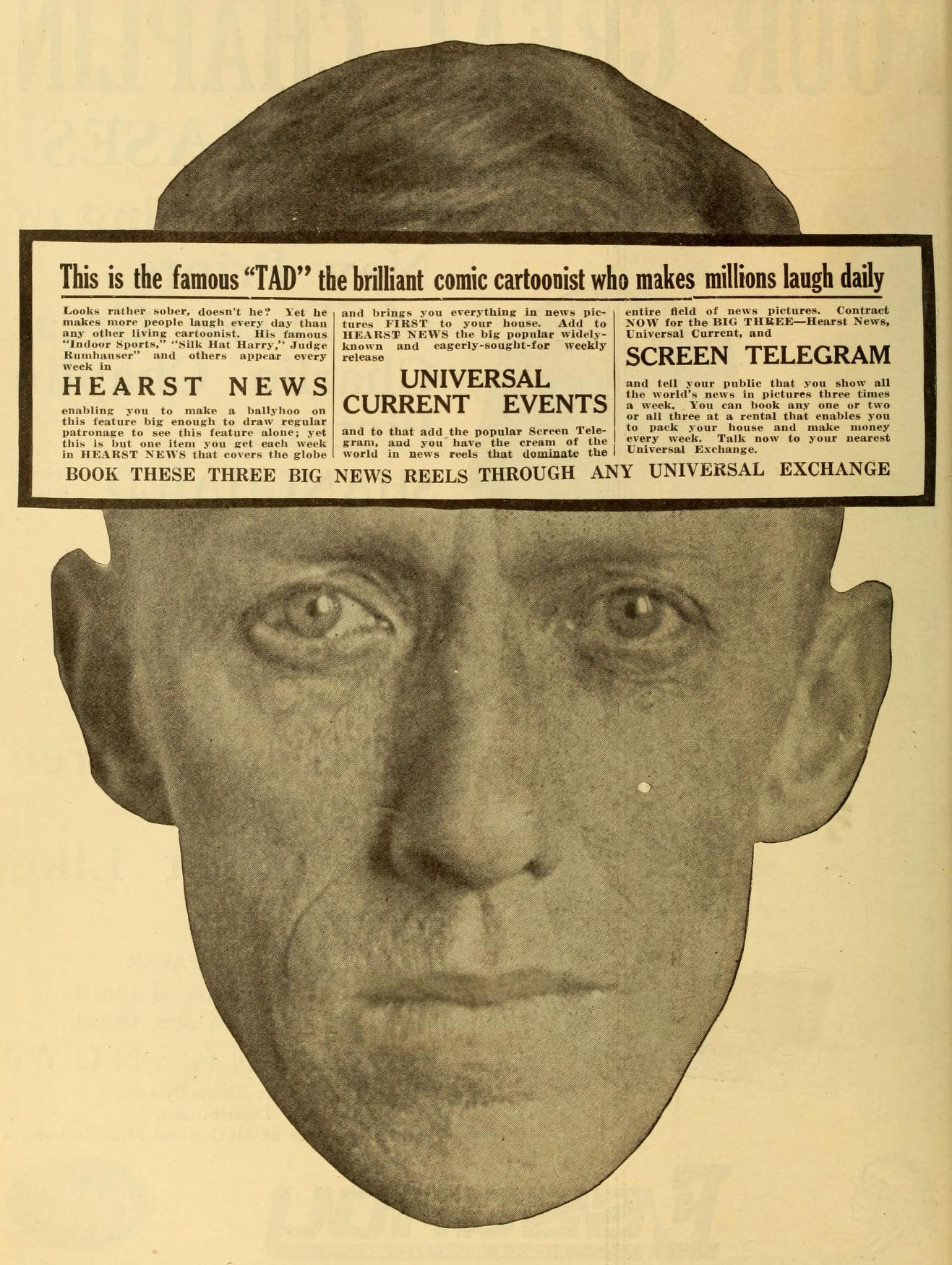
1919年のドーガンの広告

トーマス・アロイシャス・ドーガン（Thomas Aloysius Dorgan、1877年4月29日 - 1929年5月2日）はアメリカの漫画家（カートゥニスト）。タッド・ドーガン（Tad Dorgan）という名前でも知られ、自らの絵にはTadとサインをしていた。漫画パネルIndoor Sports や多くの単語や表現を生み出したことで有名。

## 生い立ち
1877年4月29日、サンフランシスコの生まれ。11人兄弟（男6、女5）であり、父はトーマス・Ｊ・ドーガン、母はアンナ・ドーガンである。弟のジョン・Ｌ・”アイク”・ドーガン（1879年4月生まれ）はマディソン・スクエア・ガーデンの広報担当であり、弟のリチャード・Ｗ・”ディック"・ドーガン（1892年9月生まれ）もイラストレーター・漫画家である。
工科高校の教師Rosey MurdochとMaria Van Vieckはタッドの芸術家としての才能を認識し奨励した。13歳の時、工場の機械の事故で右手の中指からの3本を失った。治療として絵を描くことを始めた。1年後の14歳の時にサンフランシスコ・ブリティンのアート・スタッフとなった。

## 続き漫画と1コマ漫画
1902年にSan Francisco ChronicleでJohnny Wisenという自身初の続き漫画を制作した。1905年までニューヨークジャーナルでスポーツ記者及び漫画家としてニューヨーク市で勤務していた。ジャック・デンプシーはタッドを「ボクシングで最も権威のある人」と称している。
スポーツジャーナリストとしての仕事に加え、"Daffydills"というユーモアのある記事も書いていた。Judge Rummyを含む犬の漫画はSilk Hat Harry's Divorce Suitという続き漫画に発展した。これは彼のメインの記事となっていたIndoor Sportsという1コマのギャグシリーズと一緒に掲載された。Outdoor Sportsと一緒のときもあった。

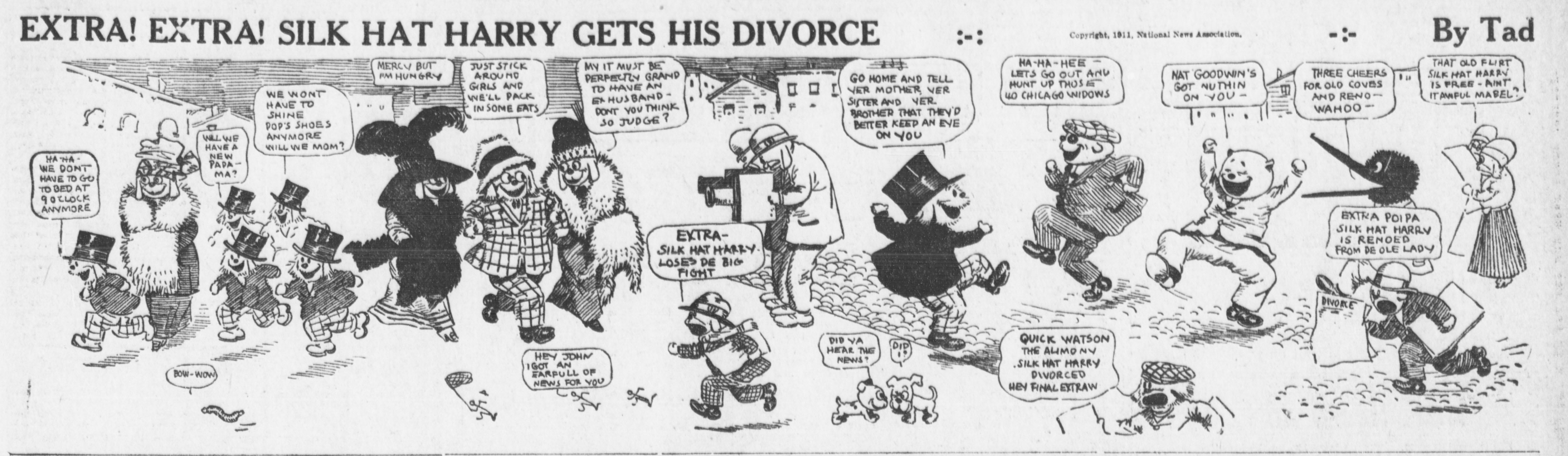
『Judge Rummy』(1911-12-15)

## スラング
一般的に以下に紹介する言葉や表現を考案もしくは有名にしたとされている "dumbbell"（馬鹿な人）"for crying out loud"（驚きで絶叫すること）"cat's meow"や"cat's pajamas"（最高のものとして）"applesauce"（無意味な言葉）"cheaters"（眼鏡）"skimmer"（帽子）"hard-boiled"（タフで感傷的でない）"drugstore cowboy" （怠け者もしくは優男）"nickel-nurser"（けち）"as busy as a one-armed paperhanger" （オーバーワーク）。また、"Yes, we have no bananas,"は有名な歌になっている。
ニューヨークタイムズでの訃報記事では、「新たなスラング」を普及させた人物としてジョージ・アデやリング・ラードナーと共にくくられた。タッドの訃報記事はまた彼を"Twenty-three, Skidoo," "solid ivory," "Dumb Dora," "finale hopper," 帽子に対する"Benny"や靴に対する"dogs'" の創始者としていた。辞書会社Funk and Wagnall'sのW. J. Funkはドーガンを「アメリカのスラングの最も想像力豊かな作り手」10人のリストのトップに据えている。
ソーセージに関する成句「ホットドッグ」を造語したと誤って思われていた（ホットドッグの語源（英語: Hot dog#Etymology）参照）。

## グレート・ネックでの生活
妻のIzole M.とともに75,000ドルのニューヨーク州グレート・ネックにある家で生活した。子どもはいなかったが、2人の中国人の子どもを成人まで育てた。健康状態が悪かったため1920年代の初めにスポーツイベントに出場するのから引退し、心臓病のために亡くなる8年前からは自宅にいたが、亡くなるまでHearstに対してスポーツ漫画を作り続けた。肺炎により悪くなった心臓病によりグレート・ネックで亡くなった。Hearstの新聞はその死を表紙の見出しで発表し、少しの間彼の漫画の一部を再版した。結婚前は作家であったIzole DorganはNational Doll and Toy Collectors Clubの副社長であった。タッドの死後、人形の家具を製造するビジネスを始め成功した。

## 著作
ドーガンの最初の著作コレクションは1911年にCupples & Leonにより出版されたDaffydillsである。これに続きIndoor Sportsコレクションがいくつか出版された。

## 賞
2007年に国際ボクシング殿堂に入った。これはメディアジャーナリスト、出版人、作家、歴史家、写真家、画家などが選ばれるオブザーバー部門で選出されている。